# 朝澄けい
朝澄 けい（あさずみ けい、1975年1月28日 - ）は、歌手、女優、元宝塚歌劇団星組の男役。所属事務所はキャンディット。
東京都新宿区、日本女子大学附属高校出身。
身長168cm。血液型O型。宝塚在団中の愛称は「かよこ」、「かよちゃん」。

## 略歴
- 1992年4月、宝塚音楽学校に入学。
- 1994年3月、80期生として宝塚歌劇団に入団。入団時の成績は15番。『火の鳥』で初舞台。
- 1995年1月、星組に配属。
- 1999年2月、「WEST SIDE STORY」の新人公演で初主役を果たす。
- 2002年9月、1期下の真飛聖と共に「ヴィンターガルテン -春を待ち侘ぶ冬の庭園-」でバウホール初主演を果たす。
- 2003年3月、「ガラスの風景/バビロン -浮遊する摩天楼-」の東京公演千秋楽をもち、当時のトップコンビ・香寿たつき、渚あき、男役スターの夢輝のあ、同期の鳴海らとともに退団。
- 2006年9月、「朝澄けいジャズライブ」にて、自身の結婚を報告 。
- 2009年より、現在の事務所に所属。
- 退団後は、ディナーショー、舞台などを中心に活躍の場を広げている。

## 宝塚歌劇団時代の主な舞台
- 1995年3月、「国境のない地図」
- 1996年11月、「エリザベート -愛と死の輪舞-」新人公演：ルドルフ（少年時代）（本役：月影瞳）
- 1997年1月、「武蔵野の露と消ゆとも」（バウ・東京特別）有栖川宮熾仁親王
- 1997年5月、「誠の群像 -新撰組流亡記-/魅惑II -ネオ・エゴイスト-」新人公演：沖田総司（本役：絵麻緒ゆう）
- 1997年9月、「夜明けの天使たち」（バウ・東京特別）ジェシー
- 1997年11月、「ダル・レークの恋」新人公演：ラジオン（本役：彩輝直）
- 1998年4月、「ダル・レークの恋」（全国ツアー）ラジオン
- 1998年6月、「皇帝/ヘミングウェイ・レビュー」マルケス、新人公演：シーラヌス（本役：稔幸）
- 1998年8月、「イコンの誘惑」ジェーニャ
- 1998年12月、「聖夜物語」（ドラマシティ・東京特別）アルファート・ロメロ
- 1999年2月、「WEST SIDE STORY -ウエストサイド物語-」A-ラブ、新人公演：トニー（本役：稔幸）*新人公演初主演
- 1999年8月、「我が愛は山の彼方に/グレート・センチュリー -メモリーズ&メロディーズ-」（博多座）竜淵
- 1999年10月、「我が愛は山の彼方に/グレート・センチュリー -メモリーズ&メロディーズ-」新人公演：チャムガ（本役：絵麻緒ゆう）
- 1999年12月、「エピファニー -「十二夜」より-」（バウ）福永桜助
- 2000年3月、「聖者の横顔」（バウ・東京特別）ジェンナーロ
- 2000年5月、「黄金のファラオ/美麗猫」シャヌーン、新人公演：セティ/エネンプセスIII世（本役：稔幸）*新人公演主演
- 2000年10月、「黄金のファラオ/美麗猫」（全国ツアー）アハメス
- 2001年1月、「花の業平 ～忍ぶの乱れ～/夢は世界を翔けめぐる -THE WORLD HERITAGE 2001-」春景
- 2001年3月、「ベルサイユのばら2001 -オスカルとアンドレ編-」小公子/ジェロワール
- 2001年6月、「風と共に去りぬ」（全国ツアー）スカーレットII
- 2001年10月、「星組エンカレッジコンサート」
- 2001年11月、「花の業平 ～忍ぶの乱れ～/サザンクロス・レビューII」春景
- 2002年2月、「花の業平 ～忍ぶの乱れ～/サザンクロス・レビューII」（中日）春景
- 2002年4月、「プラハの春/LUCKY STAR」ミロスラフ
- 2002年9月、「ヴィンターガルテン -春を待ち侘ぶ冬の庭園-」（バウ・東京特別公演）クローゼ・ナスティヤツェフ *バウホール初主演
- 2002年11月、「ガラスの風景/バビロン -浮遊する摩天楼-」マリオ・グランデ *退団公演

## 宝塚歌劇団退団後の主な活動

### ライブ・コンサート
- 2004年9月、「GARAXY」（ホテルグランパシフィックメリディアン）
- 2006年1月、「エリザベート 10周年 ガラコンサート」（東京芸術劇場）
- 2006年9月、「朝澄けいジャズライブ」（東京プリンスホテル パークタワー）
- 2009年11月、「朝澄けい Live」（GINZA TACT）

### 舞台
- 2006年2月、「アルジャーノンに花束を」（東京・静岡・大阪・名古屋）ノーマ
- 2007年5月、「レビュー・タカラヅカ ドリーム・オン!」（梅田芸術劇場 他）
- 2007年11月、「蜘蛛女のキス」（東京芸術劇場・梅田芸術劇場）
- 2008年3月、「WILDe・BEAUTY ～オスカー・ワイルド、或いは幸せの王子～」（博品館劇場・さいたま市民会館）シヴィル
- 2008年10月、「D～永遠という名の神話」（博品館劇場）ジュディ
- 2010年1月、「蜘蛛女のキス」（梅田芸術劇場・東京芸術劇場）
- 2010年4月、「ドラキュラ伝説 ～千年愛～」
- 2011年1月、TAKARAZUKA WAY TO 100th ANNIVERSARY 「DREAM TRAIL - 宝塚伝説 -」（青山劇場・シアタードラマシティ）

### テレビ
- 宝塚プルミエール・真飛聖スペシャル - ゲスト （2011年6月24日、WOWOW）